# Escândalo dos sanguessugas
O escândalo dos sanguessugas, também conhecido como máfia das ambulâncias, foi um escândalo de corrupção que estourou em 2006 devido à descoberta de uma quadrilha que tinha como objetivo desviar dinheiro público destinado à compra de ambulâncias. Entre seus principais envolvidos estavam os ex-deputados Ronivon Santiago, Carlos Rodrigues, Cabo Júlio e Cleuber Brandão Carneiro. O caso daria origem, no mesmo ano, ao Escândalo do Dossiê.

## Descoberta
Em ofício encaminhado em 30 de novembro de 2004, a Controladoria Geral da União (CGU), em pleno funcionamento, alertou o então Ministro da Saúde Humberto Costa sobre a existência de uma "quadrilha operando em âmbito nacional" para desviar dinheiro público destinado à compra de ambulâncias. As fraudes em processos licitatórios haviam sido detectadas em municípios fiscalizados pela Controladoria por meio de sorteios. A CGU apontava fragilidade no controle e pedia providências.

## Investigação e operação da Polícia Federal
Em 4 de maio de 2006 a Polícia Federal do Brasil (PF) deflagrou a Operação Sanguessuga para desarticular o esquema de fraudes em licitações na área de saúde. De acordo com a PF, a quadrilha negociava com assessores de parlamentares a liberação de emendas individuais ao Orçamento da União para que fossem destinadas a municípios específicos. Com recursos garantidos, o grupo - que também tinha um integrante ocupando cargo no Ministério da Saúde - manipulava a licitação e fraudava a concorrência valendo-se de empresas de fachada. Dessa maneira, os preços da licitação eram superfaturados, chegando a ser até 120% superiores aos valores de mercado. O lucro era distribuído entre os participantes do esquema. Dezenas de deputados foram acusados.
Segundo a PF, a organização negociou o fornecimento de mais de mil ambulâncias em todo o País. A movimentação financeira total do esquema seria de cerca de 110 milhões de reais, tendo iniciado em 2001. Na operação foram presos assessores de deputados, os ex-deputados Ronivon Santiago e Carlos Rodrigues, funcionários da Planam (empresa acusada de montar o esquema de superfaturamento e pagamento de propinas) e a ex-assessora do Ministério da Saúde Maria da Penha Lino. O grupo ficou conhecido como a "máfia das ambulâncias" ou também "máfia dos sanguessugas".
A "máfia das ambulâncias" teve sua origem na gestão do então Ministro José Serra e permaneceu em atividade nas gestões de Barjas Negri (ambos do governo FHC), Saraiva Felipe e Humberto Costa (ambos do governo Lula) quando este foi alertado pela CGU em 30 de novembro de 2004. As especulações sobre as responsabilidades dos ministros no episódio tornaram-se importante componente da disputa eleitoral de 2006, em função das candidaturas a governador de José Serra, em São Paulo, e Humberto Costa, em Pernambuco. Especulações e ataques foram desferidos contra ambos e têm tido constante presença nos debates políticos destas eleições.
Vídeos e fotos em que Serra aparece junto com vários deputados incriminados no esquema entregando pessoalmente as ambulâncias em diversos municípios do Brasil e agradecendo o empenho destes nas emendas parlamentares junto a pasta da saúde, além de uma reportagem da revista IstoÉ com depoimento dos Vedoin, fotos diversas e reportagens do Correio Brasiliense, mostrando um ofício do Secretário Executivo do Ministério da Saúde, na gestão Serra, determinando ao Fundo Nacional de Saúde para “providenciar o empenho e elaboração do convênio”, formavam o dossiê em que petistas pretendiam pagar 2 milhões de reais e que foi apreendido pela PF.

## Comissão Parlamentar de Inquérito

### Recomendação para cassação dos mandatos
Os parlamentares com recomendação para cassação dos mandatos de deputados e senadores pela CPI em 10 de agosto de 2006.
| - Adelor Vieira (PMDB-SC) - Alceste Almeida (PTB-RR) - Almeida de Jesus (PL-CE) - Almerinda de Carvalho (PMDB-RJ) - Almir Moura (PFL-RJ) - Amauri Gasques (PL-SP) - Benedito Dias (PP-AP) - Benjamin Maranhão (PMDB-PB) - Cabo Júlio (PMDB-MG) - Carlos Dunga (PTB-PB) - Carlos Nader (PL-RJ) - Celcita Pinheiro (PFL-MT) - César Bandeira (PFL-MA) - Cleonâncio Fonseca (PP-SE) - Cleuber Carneiro (PTB-MG) - Coriolano Sales (PFL-BA) - Coronel Alves (PL-AP) - Edir Oliveira (PTB-RS) - Edna Macedo (PTB-SP) - Eduardo Seabra (PTB-AP) - Elaine Costa (PTB-RJ) - Enivaldo Ribeiro (PP-PB) - Érico Ribeiro (PP-RS) - Fernando Gonçalves (PTB-RJ) - Heleno Silva (PL-SE) - Ildeu Araújo (PP-SP) - Irapuan Teixeira (PP-SP) - Iris Simões (PTB-PR) - Isaías Silvestre (PSB-MG) - João Caldas (PL-AL) - João Corrêia (PMDB-AC) - João Magalhães (PMDB-MG) | - Jonival Lucas Junior (PTB-BA) - Jorge Pinheiro (PL-DF) - José Militão (PTB-MG) - Josué Bengston (PTB-PA) - Junior Betão (PL-AC) - Lino Rossi (PP-MT) - Magno Malta (PL-ES) - Senador - Marcelino Fraga (PMDB-ES) - Marcondes Gadelha (PSB-PB) - Marcos Abramo (PP-SP) - Marcos de Jesus (PFL-PE) - Maurício Rabelo (PL-TO) - Neuton Lima (PTB-SP) - Ney Suassuna (PMDB-PB) - Senador - Nilton Capixaba (PTB-RO) - Osmânio Pereira (PTB-MG) - Pastor Amarildo (PSC-TO) - Paulo Baltazar (PSB-RJ) - Paulo Feijó (PSDB-RJ) - Paulo Gouveia (PL-RS) - Pedro Henry (PP-MT) - Reginaldo Germano(PP-BA) - Reinaldo Betão (PL-RJ) - Reinaldo Gripp (PL-RJ) - Ricardo Rique (PL-PB) - Ricarte de Freitas (PTB-MT) - Robério Nunes (PFL-BA) - Serys Slhessarenko (PT-MT) - Senadora - Vanderlei Assis (PP-SP) - Vieira Reis (PRB-RJ) - Wanderval Santos (PL-SP) - Wellington Fagundes (PL-MT) - Wellington Roberto (PL-PB) |

### Por partidos
- PL (18)
- PTB (16)
- PP (12)
- PMDB (8)
- PFL (6)
- PSB (4)
- PT (1)
- PRB (2)
- PSDB (1)
- PSC (1)

## Ônibus para inclusão digital
Em 7 de agosto de 2006, o deputado Fernando Gabeira (PV-RJ), sub-relator da CPI, denunciou a existência de um esquema semelhante ao das ambulâncias, que teria operado junto ao Ministério da Ciência e Tecnologia entre 2003 e 2004. As fraudes seriam realizadas nas licitações para aquisição de  ônibus relacionados ao projeto de inclusão digital do ministério. Cada ônibus superfaturado chegava a ser vendido por valores entre 200 e 300 mil reais.
O deputado solicitou à CPI que realize audiências com os seguintes políticos, todos filiados ao Partido Socialista Brasileiro (PSB):
- Roberto Amaral, ex-ministro da ciência e tecnologia e integrante do conselho político da campanha à reeleição do presidente Lula.
- Eduardo Campos, ex-ministro da ciência e tecnologia e candidato a governador de Pernambuco.
- Rodrigo Rollemberg, responsável pela área de inclusão digital do ministério e candidato a deputado federal.
- Alexandre Cardoso (RJ), Renato Casagrande (ES) e Paulo Baltazar (RJ), os três deputados que apresentaram emendas para a compra dos ônibus:

No dia 8 de agosto de 2006, em resposta às acusações, o presidente nacional do PSB afirmou que o partido irá entrar com uma representação no conselho de ética da câmara federal, denunciando quebra do decoro parlamentar pelo deputado Fernando Gabeira, por ter feito acusação sem provas. Assinado por um presidente de partido, o requerimento não precisa ser analisado pela mesa diretora da câmara e segue direto para o conselho, acompanhado do pedido de cassação do mandato.
Em 27 de janeiro de 2010, o Tribunal de Justiça do DF julgou improcedente ação proposta por Rodrigo Sobral Rollembarg em que pedia indenização, entendendo que "Em momento algum o autor comprovou suas alegações, ou seja, de que as declarações do apelado, difundidas pela mídia, fossem inverídicas, não tendo, pois, se desincumbido de provar os fatos constitutivos de seu direito, ônus que lhe cabia".

## Corregedoria do Senado
Em agosto de 2006, a corregedoria do senado abriu uma investigação sobre os três senadores supostamente envolvidos no escândalo: Magno Malta (PL-ES), Ney Suassuna (PMDB-PB) e Serys Slhessarenko (PT-MT).
Um assessor do senador Ney Suassuna, Marcelo Cardoso Carvalho, foi preso pela Polícia Federal e foi acusado de diversos crimes (fraude em licitação, crime contra a ordem tributária, corrupção passiva, lavagem de dinheiro e formação de quadrilha).